# Ла Мохонера
Ла Мохонера (на испански: La Mojonera) е населено място и община в Испания. Намира се в провинция Алмерия, в състава на автономната област Андалусия. Общината влиза в състава на района (комарка) Пониенте Алмериенсе. Заема площ от 24 km². Населението му е 8540 души (по данни от 2010 г.). Разстоянието до административния център на провинцията е 28 km.

## Демография
| 1996 | 1998 | 1999 | 2000 | 2001 | 2002 | 2003 | 2004 | 2005 | 2006 |
| ---- | ---- | ---- | ---- | ---- | ---- | ---- | ---- | ---- | ---- |
| 6460 | 6561 | 6582 | 6590 | 6901 | 7275 | 7670 | 7746 | 7900 | 7847 |